# Etimologia popular

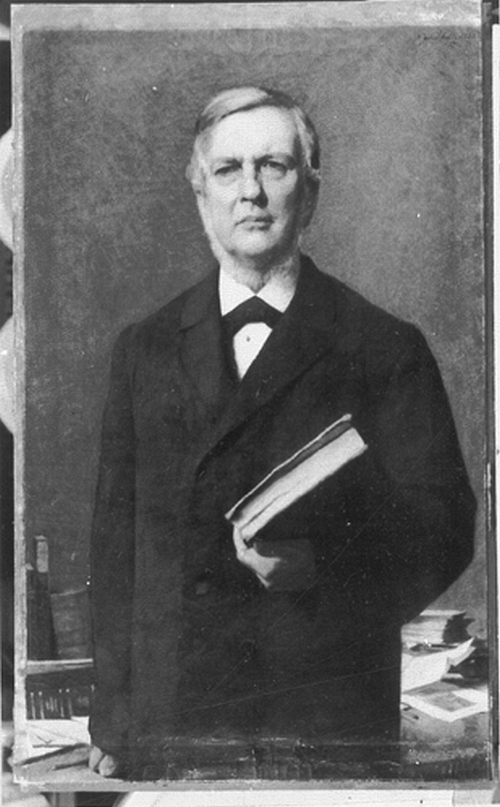
Ernst Wilhelm Förstemann (1822–1906), bibliotecário alemão conhecido pelos seus estudos de etimologia popular

Etimologia popular, pseudoetimologia ou ainda paretimologia é uma interpretação popular equivocada da origem de uma determinada palavra, por vezes de divulgação muito mais comum que a real formação etimológica, normalmente disseminada pela facilidade em sua explicação pelo uso de alegorias e história simplificadas.

## Exemplos de palavras modificadas pela etimologia popular

### Em português
| Palavra                | Etimologia popular                                                       | Etimologia verdadeira |
| Cesariana              | derivado do imperador Júlio César, que teria sido o precursor da prática | do caedo -is, cecidi, caesum, caedere, também presente na palavra francesa ciseaux (tesoura), e na inglesa scissors (tesoura). Outra evidência é o uso do procedimento de parto antes mesmo da época de Júlio César. Assim teria vindo à luz Cipião, o Africano. |
| Cuspido e escarrado    | corruptela de "esculpido em carrara" ou "esculpido e encarnado"          | O registro mais antigo da expressão é na língua francesa desde o século XV no Trésor de la Langue como tout craché (todo cuspido) sob a explicação de que provavelmente a ação de cuspir pode simbolizar o ato da geração. Em inglês, é registrada como spit and image (cuspe e imagem) no Oxford Dictionary of English desde o século XVII e, a partir do século XVII como spitting image (imagem que cospe) sob a explicação que "um foi gerado do cuspe do outro". A falsa etimologia tem origem em Duarte Nunes de Leão no seu livro Origem da Língua Portuguesa. |
| Enfezar (verbo)        | ato de tirar alguém do sério; fazer raiva; enfezá-lo                     | do latim infensare, "opor-se a alguma coisa com vigor, hostilizar". |
| Forró                  | corruptela do inglês for all ("para todos")                              | redução de forrobodó, provável tipo de baile ibérico. |
| Lisboa                 | Olissipo, Olisipona teria sido fundada por Ulisses (Odisseia)            | o estabelecimento de Lisboa antecede qualquer presença grega. O topônimo tem provável origem fenícia ou pré-românica. |
| Maite, Maitê (prenome) | do tupi-guarani "coisa feia" ou do basco máite (="amor")                 | hipocorístico do prenome composto Maria Teresa, tais como Maju para Maria Júlia, Malu (ou Milu) para Maria Lúcia (Maria Luísa ou Maria de Lurdes), Mafê para Maria Fernanda, Mitó para Maria Antónia (ou Maria Antônia) e Mazé (ou Mizé) para Maria José. |
| Paelha (paella)        | da expressão pá ella ("pra ela")                                         | "frigideira larga" (do catalão paella) |
| Sincero (adjetivo)     | do latim sine cera (sem cera, sem máscara de cera)                       | do latim sincerare («puro, não misturado, feito de um só elemento, de uma só substância»). |